# Mario Saint-Supéry
Mario Saint-Supéry Fernández (Málaga, 14 de abril de 2006) es un jugador de baloncesto español que juega para los Bulldogs de la liga universitaria NCAA. Con 1,91 metros de altura, juega en la posición de base.

## Trayectoria

### Inicios
Se formó en varios equipos como en la cantera del club de Los Guindos, en el CB Novaschool, en el CB El Palo y en la escuela baloncesto Rincón de la Victoria.
En la temporada 2021-22, aún en edad cadete, formaría parte del equipo de Liga EBA de Unicaja Málaga.

### Profesional
El 16 de marzo de 2022, hace su debut con el primer equipo de Unicaja Málaga, a falta de 50 segundos del final en el encuentro de la Liga de Campeones frente al BC Oostende belga. Con 15 años, 11 meses y 2 días sería el jugador más joven en jugar con Unicaja Málaga.
Tres días más tarde, se convierte en el jugador más joven del Unicaja Málaga en disputar un encuentro en la Liga Endesa, siendo el quinto debutante más joven en la historia de la Liga ACB, tras disputar un minuto y 20 segundos en el encuentro frente a Monbus Obradoiro.
Durante el resto de la temporada 2021-22, volvería a tener minutos con el primer equipo de Unicaja Málaga, en los encuentros frente a Bitci Baskonia y Hereda San Pablo Burgos.
En la temporada 2022-23 sería parte del equipo cajista como "jugador número 13". Contando para el entrenador Ibon Navarro para suplir bajas en algunas convocatorias. Durante partido que les enfrentó al Real Betis Baloncesto, el 30 de octubre de 2022, anotó sus dos primeros puntos con el cuadro malagueño. A pesar de no disputar ningún minuto, el jugador malagueño se convirtió en el jugador más joven de la historia en ganar la Copa del Rey al hacerlo con 16 años, 10 meses, y 5 días.
El 24 de enero de 2024, se marcha hasta final de temporada al Club Baloncesto Tizona de la Liga LEB Oro, cedido por el Unicaja Málaga.
El 7 de agosto de 2024, firma por el Bàsquet Manresa de la Liga ACB, cedido por Unicaja Málaga.
En junio de 2025 se desvincula del club malagueño, a pesar de tener contrato hasta 2028, con la intención de jugar en el baloncesto universitario estadounidense. El 30 de junio se anuncia su acuerdo para jugar en los Bulldogs de la Universidad Gonzaga.

## Selección nacional
En 2021 debutó con la selección de baloncesto de España Sub-15. 
En 2022 fue integrante de la selección Sub-16 que disputó el EuroBasket de Skopje, donde España conquistó la plata, y Mario fue nombrado MVP del torneo.
El 30 de julio de 2023 consiguió la plata en el Europeo Sub-18 celebrado en la ciudad de Niš (Serbia), perdiendo la final ante el equipo serbio.
Fue convocado por primera vez por Sergio Scariolo para jugar con la selección absoluta en los partidos contra Eslovaquia del 22 y el 25 de noviembre de 2024 de cara al Pre Europeo, debutando el 22 de noviembre.
Fue incluido finalmente en la lista para el EuroBasket 2025, cubriendo la baja de Lorenzo Brown.